# 今野安子
今野 安子（こんの やすこ）（現姓杉本）は、日本の卓球選手。
岩手県大船渡市出身。1967年、久保学園高等学校（現・盛岡誠桜高等学校）3年生の時に第8回アジア卓球選手権女子ジュニアシングルスで優勝した。その後愛知工業大学でプレーした。1969年の世界卓球選手権ミュンヘン大会で長谷川信彦との混合ダブルスで優勝した。1971年の世界卓球選手権名古屋大会では小和田敏子、大関行江、大場恵美子と共に女子団体で優勝を果たした。

## 主な成績
- 世界卓球選手権
  - 混合ダブルス優勝（1969年、長谷川信彦とのペア）
  - 女子団体3位（1969年）
  - 女子団体優勝（1971年）

- 全日本卓球選手権大会
  - 女子ダブルス優勝（1968年、小和田敏子とのペア）
  - 混合ダブルス優勝（1968年、長谷川信彦とのペア）
  - 混合ダブルス優勝（1969年、近藤有慶とのペア）

- 全日本学生卓球選手権大会
  - 女子シングルス優勝（1970年）